# Johann Friedrich Eberlein

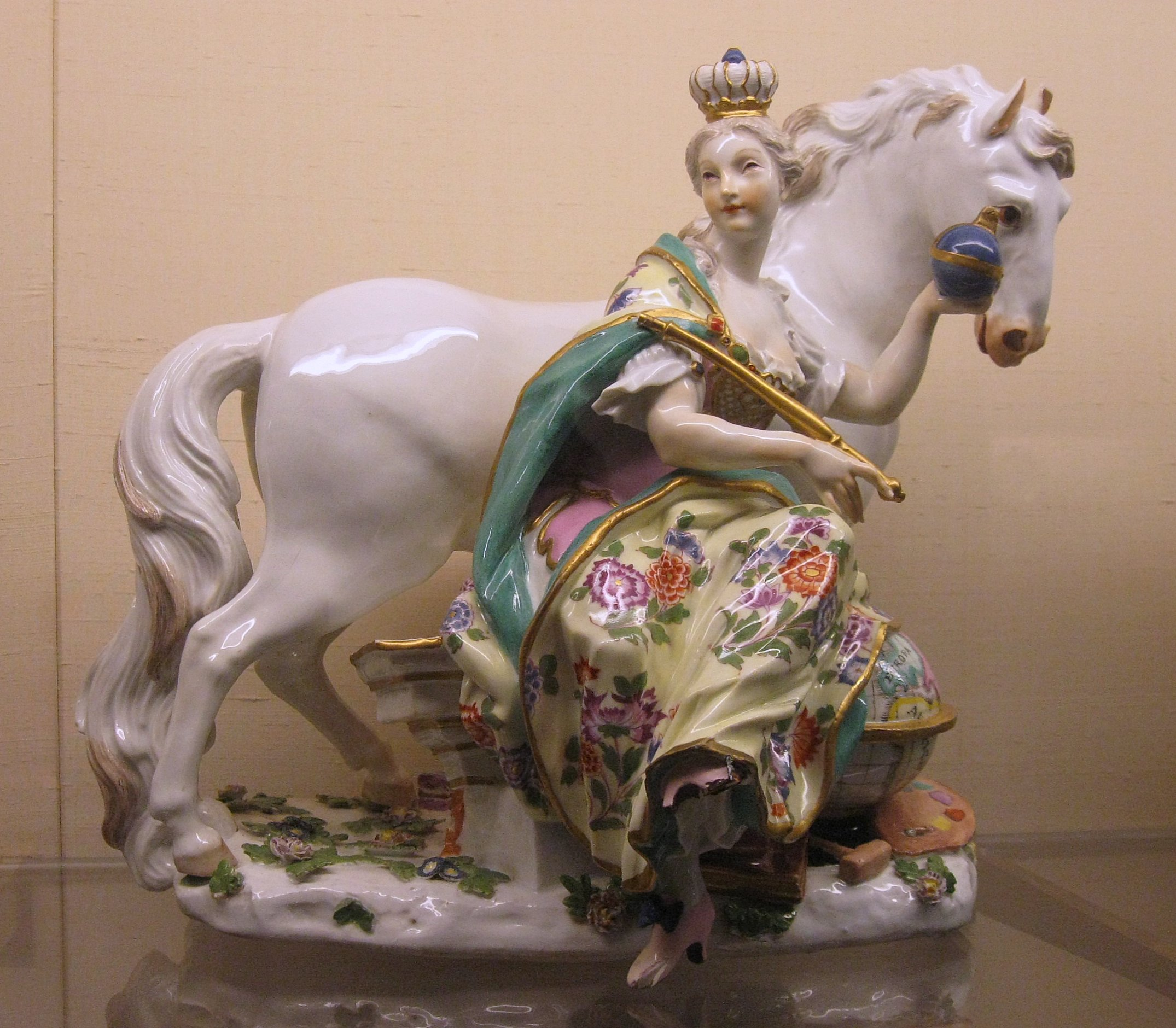
Erdteilgruppe, Europa, 1746–47, Meißener Porzellanmuseum im Schloss Lustheim

Johann Friedrich Eberlein (* 1695 in Dresden; † 20. Juli 1749 in Meißen) war ab 1735 Bildhauer und Modelleur an der Porzellanmanufaktur Meißen. Gemeinsam mit Johann Joachim Kändler und Johann Gottlieb Ehder schuf er zwischen 1737 und 1742 das Schwanenservice mit mehr als 2200 Einzelstücken. Eberleins eigene Kreationen zeigen klassische Gottheiten auf opulenten barocken Sockeln.